# A Princess of the Hills
A Princess of the Hills è un cortometraggio muto del 1912 diretto da George Melford. Prodotto dalla Kalem Company e interpretato da Carlyle Blackwell e Alice Joyce, il film uscì nelle sale il 2 febbraio 1912.

## Produzione
Il film fu prodotto dalla Kalem Company.

## Distribuzione
Distribuito dalla General Film Company, il film - un cortometraggio di una bobina - uscì nelle sale statunitensi il 2 febbraio 1912.